# Xã Hancock, Michigan
Xã Hancock (tiếng Anh: Hancock Township) là một xã thuộc quận Houghton, tiểu bang Michigan, Hoa Kỳ. Năm 2010, dân số của xã này là 461 người.